# Marzano (Adelsgeschlecht)

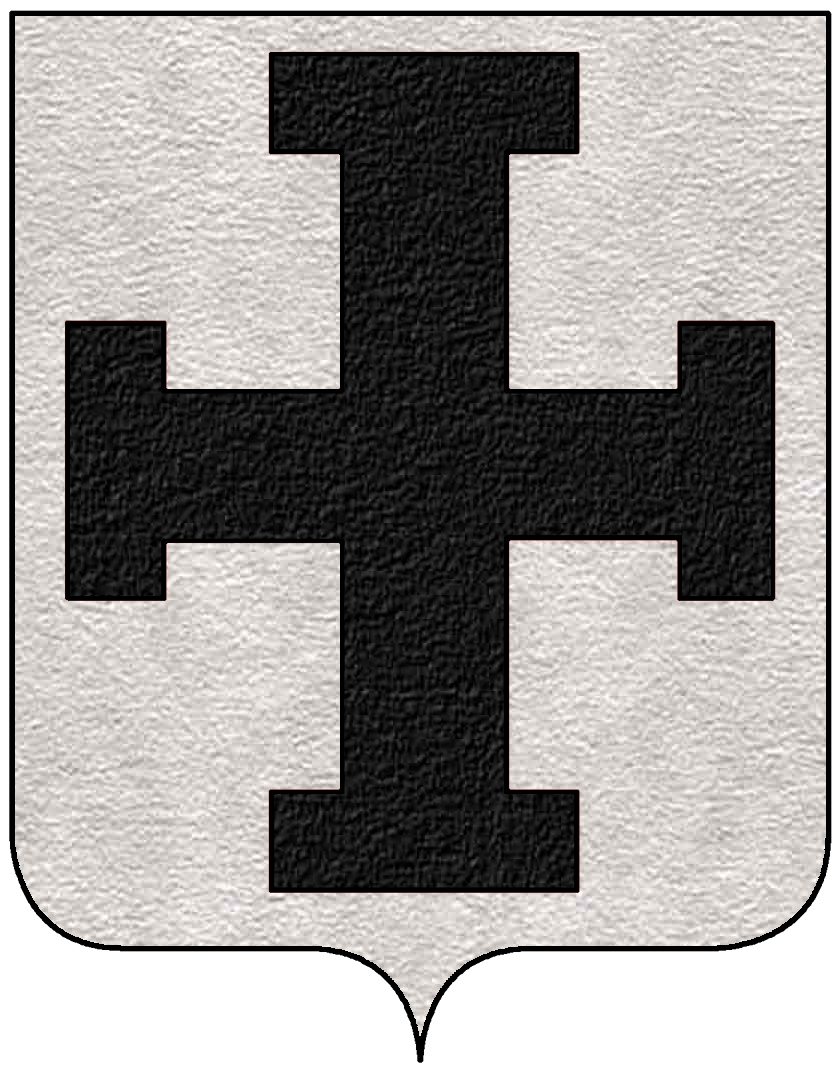
Wappen der Familie Marzano

Die Familie Marzano war eine italienische Adelsfamilie, eine der sieben großen Familien des Königreichs Neapel.

## Geschichte
Die Familie geht auf den Ritter Guglielmo Marzano zurück, der zur Zeit der Normannen lebte und eine Reihe von Lehen erhielt, darunter Marzano Appio, von dem sich der Familienname ableitet.
Die Mitglieder der Familie besaßen zunächst Lehen in der Terra di Lavoro, darunter Alife, Baia, Carinola, Mondragone, Roccamonfina, Sessa Aurunca und Tufara.
Mit der Herrschaft des Hauses Anjou im Königreich Neapel nahm die Bedeutung dieser Familie erheblich zu, insbesondere durch Goffredo und Marino Marzano.
Die Familie erlangte große Berühmtheit, nicht zuletzt durch ihre Politik der Verwandtschaft mit den sogenannten „Sette grandi casate del Regno di Napoli“ (Sieben große Häuser des Königreichs Neapel), zu denen die Familien Acquaviva, Celano, del Balzo, Molise, Ruffo und Sanseverino gehörten. Auf diese Weise dehnten die Marzano ihren Herrschaftsbereich auch auf andere Regionen aus, vor allem auf Kalabrien, insbesondere auf die Städte Briatico, Monteleone (früherer Name von Vibo Valentia), Rossano und Squillace.

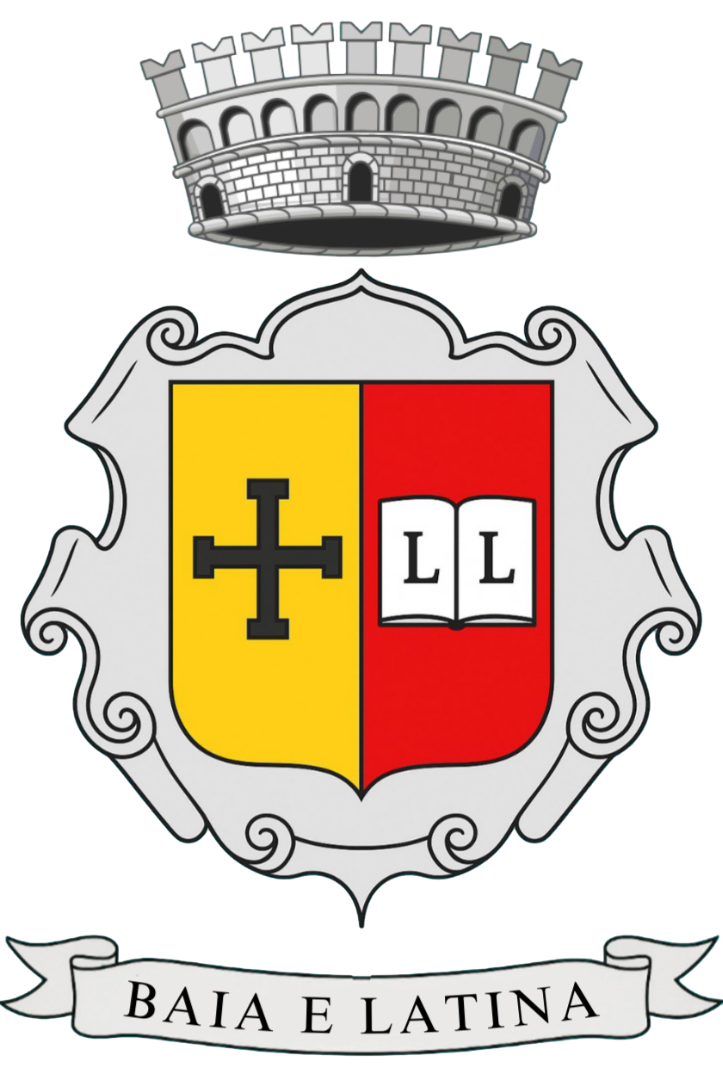
Wappen von Baia e Latina

Unter aragonischer Herrschaft verlor die Familie ihre Lehen und ihre Vormachtstellung. Marino Marzano war an der Verschwörung der Barone gegen König Ferdinand I. von Aragon beteiligt und starb in Gefangenschaft im Castel Nuovo in Neapel. Alle Ländereien des Hauses wurden konfisziert und Teil der königlichen Domäne. Marinos Sohn Giovanni Battista wurde ebenfalls inhaftiert, kam aber nach dem Tod seines Vaters frei und heiratete später eine Dame aus dem Hause Sanseverino. Als Giovanni Battista 1508 starb, vermachte er seinen Besitz einem seiner Neffen, Sigismondo Marzano, doch dieses Testament blieb ohne Wirkung, da es nicht die Zustimmung des Herrschers hatte.
In einigen Gemeinden der Provinz Caserta, wie Baia e Latina und Marzano Appio, ist das Kruckenkreuz, das alte Wappen der Familie Marzano, noch im Gemeindewappen erhalten.